# Берглоф, Эрик (кёрлингист)
Рой Э́рик Бе́рглоф (швед. Roy Erik Berglöf; род. 3 марта 1953, Карлстад) — шведский кёрлингист и жокей в конном спорте (специализируется в рысистых бегах).
В составе мужской сборной Швеции по кёрлингу участник чемпионата мира 1971 (заняли пятое место). Чемпион Швеции среди мужчин.
Играл в основном на позиции второго.

## Достижения
- Чемпионат Швеции по кёрлингу среди мужчин: золото (1971).

## Команды
| Сезон   | Четвёртый   | Третий          | Второй       | Первый              | Турниры                      |
| ------- | ----------- | --------------- | ------------ | ------------------- | ---------------------------- |
| 1970—71 | Рой Берглоф | Челль Гренгмарк | Эрик Берглоф | Ларс-Эрик Хоканссон | ЧШМ 1971 · ЧМ 1971 (5 место) |

(скипы выделены полужирным шрифтом)

## Частная жизнь
Его отец Рой Берглоф — тоже кёрлингист и чемпион Швеции, они вместе выступали на чемпионате мира 1971.